# Ventotene (Italia)
Ventotène (pron. /ventoˈtɛne/; Vientutènë in dialetto locale) è un comune italiano di 684 abitanti della provincia di Latina, il comune più meridionale del Lazio.
Nel 2021 ha ottenuto il Marchio del patrimonio europeo.

## Geografia fisica

### Territorio
Il territorio comunale si estende sull'isola omonima e sulla vicina isola minore di Santo Stefano, entrambe appartenenti all'arcipelago delle isole Ponziane, nel Mar Tirreno. Con una superficie di 2,21 km² è per dimensioni il comune più piccolo della Regione Lazio e dell'Italia centrale. L'isola è caratterizzata da conformazioni tufacee.
Il centro abitato si è sviluppato intorno alla roccia che domina il porto romano al quale è unito da una breve e suggestiva rampa realizzata in epoca borbonica. A pochi metri di distanza sorge il porto nuovo, principale punto d'attracco per traghetti e aliscafi. I due porti dividono le due principali cale sabbiose dell'isola: Cala Rossano a nord e Cala Nave a sud. Proseguendo dopo Cala Rossano si trova Punta Eolo, capo settentrionale dell'isola e sede della villa imperiale. A ovest di Punta Eolo si incrocia la cala di Parata Grande, raggiungibile tramite un sentiero e dominata da un promontorio rifugio di numerosi uccelli migratori. Superata Parata Grande, proseguendo verso sud si trova il promontorio del Semaforo, noto così per una postazione antiaerea realizzata in epoca fascista e che oggi ospita il Museo della Migrazione e l'Osservatorio ornitologico. All'estremo sud si trovano Punta Pascone e Punta degli Ulivi. Risalendo la costa orientale si trova a sud-est Cala Battaglia, un tempo raggiungibile dalla terraferma e ora solo via barca a causa del franamento del sentiero.
Santo Stefano dista solo 1 km circa dalla costa sud-orientale di Ventotene.

### Clima
Il clima dell'isola di Ventotene è assai mite, di tipo mediterraneo, caratterizzato da inverni miti e poco piovosi con scarse escursioni termiche giornaliere, e da estati calde e umide sebbene ventilate.
Classificazione climatica: zona C, 1107 GR/G

## Storia

### Età antica
Le prime tracce della presenza umana sull'isola risalgono al tardo Neolitico quando l'isola diventò un punto di passaggio e di sosta sulle prime navi che solcavano il Tirreno.
Denominata dai Greci Pandoteira e successivamente dai Romani Pandataria, Ventotene cominciò a essere abitata solo quando l'imperatore Augusto decise di costruirvi, sopra l'attuale Punta Eolo, una sontuosa villa per le vacanze che comprendeva anche un porto, piscine termali, cisterne per l'acqua piovana, acquedotti, peschiere.
In questa villa fu poi spedita in esilio la figlia di Augusto, Giulia rea di aver violato la legge sulla moralizzazione pubblica. In seguito vi saranno confinate altre celebri donne romane: Agrippina Maggiore (spedita qui da Tiberio), Claudia Ottavia (cacciata da Nerone) e Flavia Domitilla, esiliata dallo zio Domiziano per la sua conversione al cristianesimo. Sull'isola si sviluppò anche un piccolo villaggio che ospitò anche una comunità cristiana ma agli inizi del VII secolo d.C. Ventotene era definitivamente spopolata.
Interessante l'evoluzione filologica del nome:
"… l'isola di Ventotiene (‘Ventotene’), chiamata nell’antichità greca e latina Πανδαταερíα e Πανδατερíα (‘colei che distribuisce tutto’), forse per la presenza di un tempietto dedicato a una perduta e così chiamata divinità locale, nome che fu poi trasformato in Bentitiene (‘isola dai fondali buoni tenitori’) o Bentitieni e anche Eutitieni, quest’ultimo in una singolare contaminazione tra greco e italiano…"

### Medioevo e Rinascimento

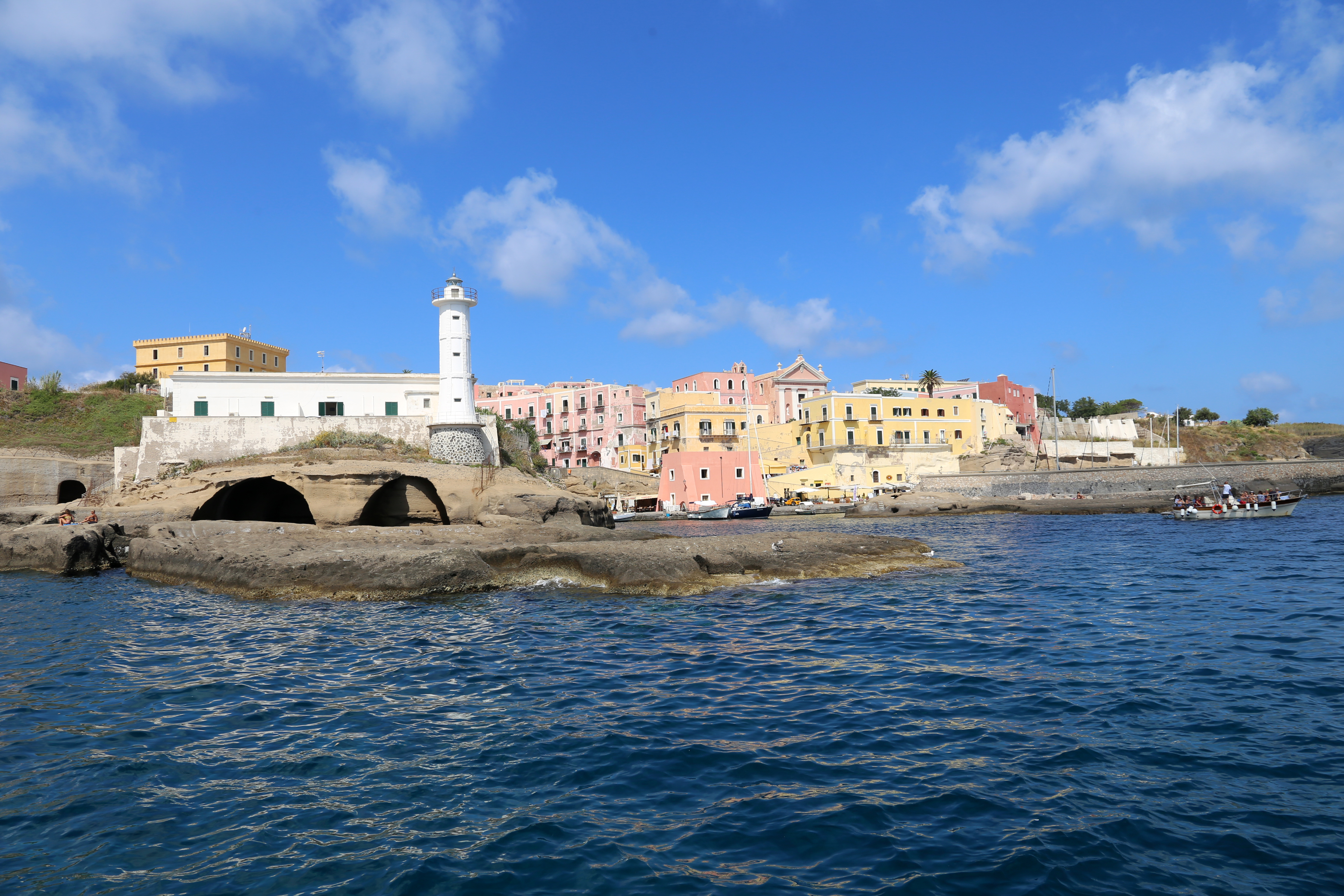
Porto romano visto dal mare

Nel Medioevo ospitò una comunità di cistercensi, probabilmente legati all'abbazia di Santa Maria di Ponza. Dal punto di vista ecclesiastico apparteneva alla diocesi di Ischia già nella prima metà del XIII secolo.
È affidata da papa Sisto IV ai Carafa, poi ai conti Petrucci e infine nel 1542 alla famiglia Farnese.

### Periodo borbonico
Nel 1734 dopo la morte di Elisabetta Farnese passa al figlio Carlo III di Borbone, re di Napoli.
Nel XVIII secolo Ferdinando IV di Borbone avvia un piano di ripopolamento dell'isola di Ventotene: nel luglio del 1768 vengono iniziati i lavori per la costruzione del borgo. Nel 1769 viene costruita la chiesa di Santa Candida che sarà poi consacrata nel 1774. L'ingegnere Francesco Carpi progetta la realizzazione delle scenografiche rampe d'accesso che collegano la chiesa al porto e il nuovo forte circondato da un fossato. L'isola viene destinata inizialmente a ospitare forzati ed ex cortigiane, poi a partire dal 1772 ospiterà principalmente coloni provenienti da Napoli e dalla penisola sorrentina.
Il 13 ottobre 1770, tramite un decreto legge del re di Napoli, la diocesi di Ischia cedette l'isola di Ventotene all'arcidiocesi di Gaeta.
Parallelamente nel 1795 viene completata la costruzione del carcere sull'isola di Santo Stefano dove vengono rinchiusi gli ergastolani e dal 1813 i prigionieri politici.
Mentre nel 1806 il Regno di Napoli cadeva sotto il governo di Giuseppe Bonaparte, le isole di Ponza e Ventotene restavano sotto controllo borbonico. Solo nel 1808, con l'ascesa al potere di Gioacchino Murat le Isole Ponziane entrarono nel dominio napoleonico. Ciò permise nel 1810 l'istituzione del comune di Ventotene. Il comune verrà confermato anche da Ferdinando IV, tornato sul trono napoletano, nel 1816.
Durante gli anni del Risorgimento a Santo Stefano vengono rinchiusi diversi patrioti che si opponevano al dominio borbonico, fra i quali Luigi Settembrini.

### Regno d'Italia e fascismo

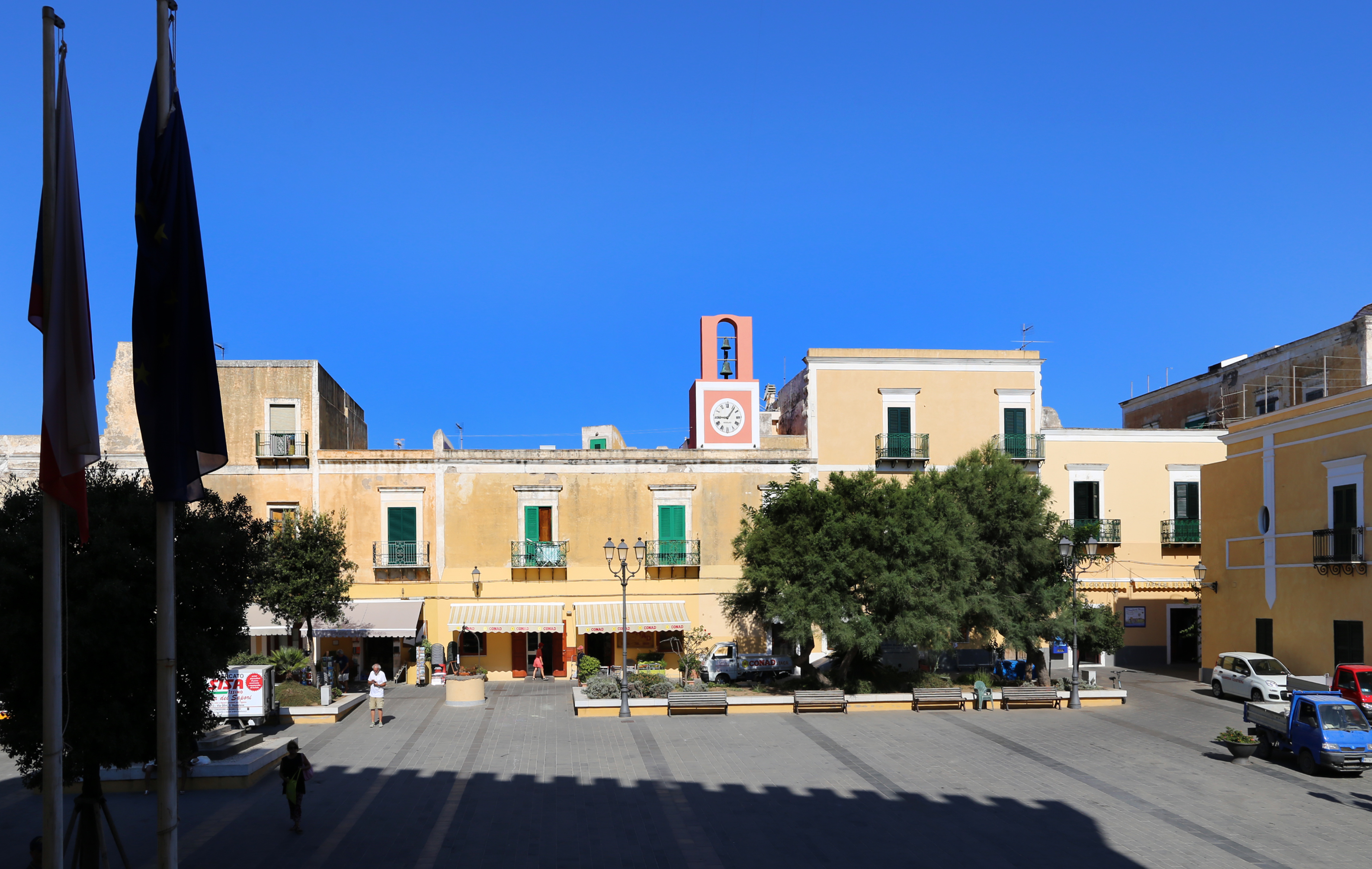
Piazza Castello

Nel 1861 passa al Regno d'Italia, che mantiene la colonia penale di Santo Stefano destinandola agli ergastolani. Qui sconteranno la loro pena il brigante Carmine Crocco e l'anarchico Gaetano Bresci, l'assassino di re Umberto I di Savoia a Monza nel 1900, morto a Ventotene.
Dopo la guerra italo-turca vi vengono confinati i prigionieri di guerra libici. Con il fascismo, a partire dal 1926, Ventotene diventa il confino per molti oppositori del regime. Nel 1927 passa dalla storica provincia di Terra di Lavoro alla provincia di Napoli, per poi confluire nella neocostituita provincia di Latina nel 1934. Nel 1940 a Ventotene vivono 900 confinati, sorvegliati da 300 poliziotti. La presenza sull'isola delle più importanti personalità dell'antifascismo trasforma Ventotene in un vero e proprio laboratorio politico.
Nel 1941 tre confinati (Altiero Spinelli, Ernesto Rossi ed Eugenio Colorni) scriveranno il manifesto "Per un'Europa libera e unita", poi noto con il nome di Manifesto di Ventotene, che in pieno conflitto mondiale chiedeva l'unione dei paesi europei e che poi ispirerà il processo di integrazione europea culminato con la nascita dell'Unione europea nel 1992.
Il 24 luglio del 1943, durante la seconda guerra mondiale, quattro aerosiluranti Bristol Beaufighter, appartenenti al 47º Stormo della RAF e decollati dalla base tunisina di Protville, affondarono la nave postale "Santa Lucia" al largo di Ventotene: nell'attacco persero la vita da 60 a 100 persone e solo cinque furono i superstiti.
Pochi giorni dopo, il 27 luglio, con la caduta del fascismo, i confinati prendono il controllo dell'isola e istituiscono la "Repubblica di Ventotene".
Verso la fine del 1943 l'isola fungeva da avamposto per 114 uomini dell'esercito tedesco che difendevano una stazione radar di vitale importanza per intercettare eventuali attacchi degli Alleati della seconda guerra mondiale. La notte dell’8 dicembre 1943 un’imbarcazione PT boat americana sbarcò nel porticciolo romano di Ventotene con 46 uomini del 509º Battaglione Paracadutisti comandati dal tenente della Marina statunitense (in seguito attore) Douglas Fairbanks Jr., che era anche comandante tattico dei Beach Jumpers, un gruppo che utilizzava qualsiasi tipo di sotterfugio per sconfiggere il nemico. I paracadutisti incontrarono un dissidente politico al confino, grazie al quale riuscirono a persuadere il comandante tedesco alla resa, mentendo sul numero effettivo delle truppe appena sbarcate e su fantomatiche navi che circondavano l’isola. I soldati tedeschi, spaventati, distrussero interamente l’avamposto e le armi in loro possesso, arrendendosi poco prima di accorgersi di essere caduti in una trappola. Ventotene fu così liberata alle 3 di mattina del 9 dicembre 1943 senza necessità di uno scontro armato. La storia è raccontata da John Steinbeck nel suo libro C'era una volta una guerra.
Dopo l'occupazione alleata, con la liberazione del 25 aprile 1945, Ventotene torna all'Italia.

### Dal secondo dopoguerra
Nel 1965 viene definitivamente chiuso il carcere di Santo Stefano. Gli anni del dopoguerra sono caratterizzati da una forte emigrazione, mentre la popolazione isolana cala sensibilmente. Nel 1986 nel piccolo cimitero viene sepolto, su sua espressa volontà, Altiero Spinelli. A destra, accanto alla lapide di Spinelli, vi è quella del federalista Luciano Bolis, morto nel 1993. Sul lato sinistro vi è inoltre la lapide di Antonio Saggio, avvocato generale alla Corte di Giustizia Europea e presidente del tribunale di prima istanza alla Corte di Lussemburgo (primo e finora unico italiano che sia stato tale). Nel 1997 viene istituita l'area naturale marina protetta Isole di Ventotene e Santo Stefano.
Nel maggio 2006 il Presidente della Repubblica Giorgio Napolitano compie a Ventotene la sua prima visita istituzionale, in occasione dei vent'anni dalla morte di Altiero Spinelli.
Nell'estate del 2016 l'isola ospita un vertice internazionale fra il presidente del Consiglio Matteo Renzi, la cancelliera tedesca Angela Merkel e il presidente francese François Hollande.

## Monumenti e luoghi d'interesse

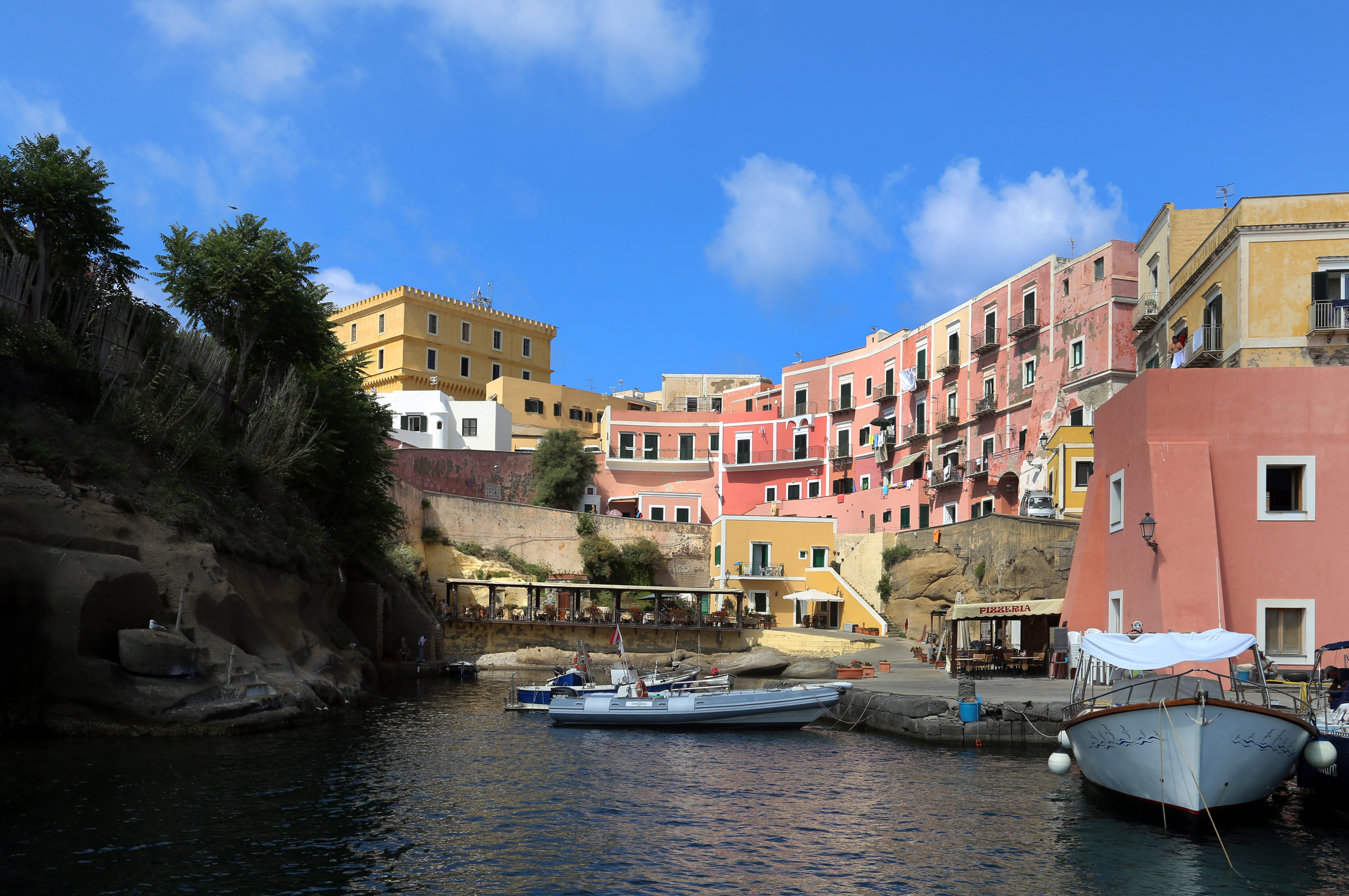
Il porto antico

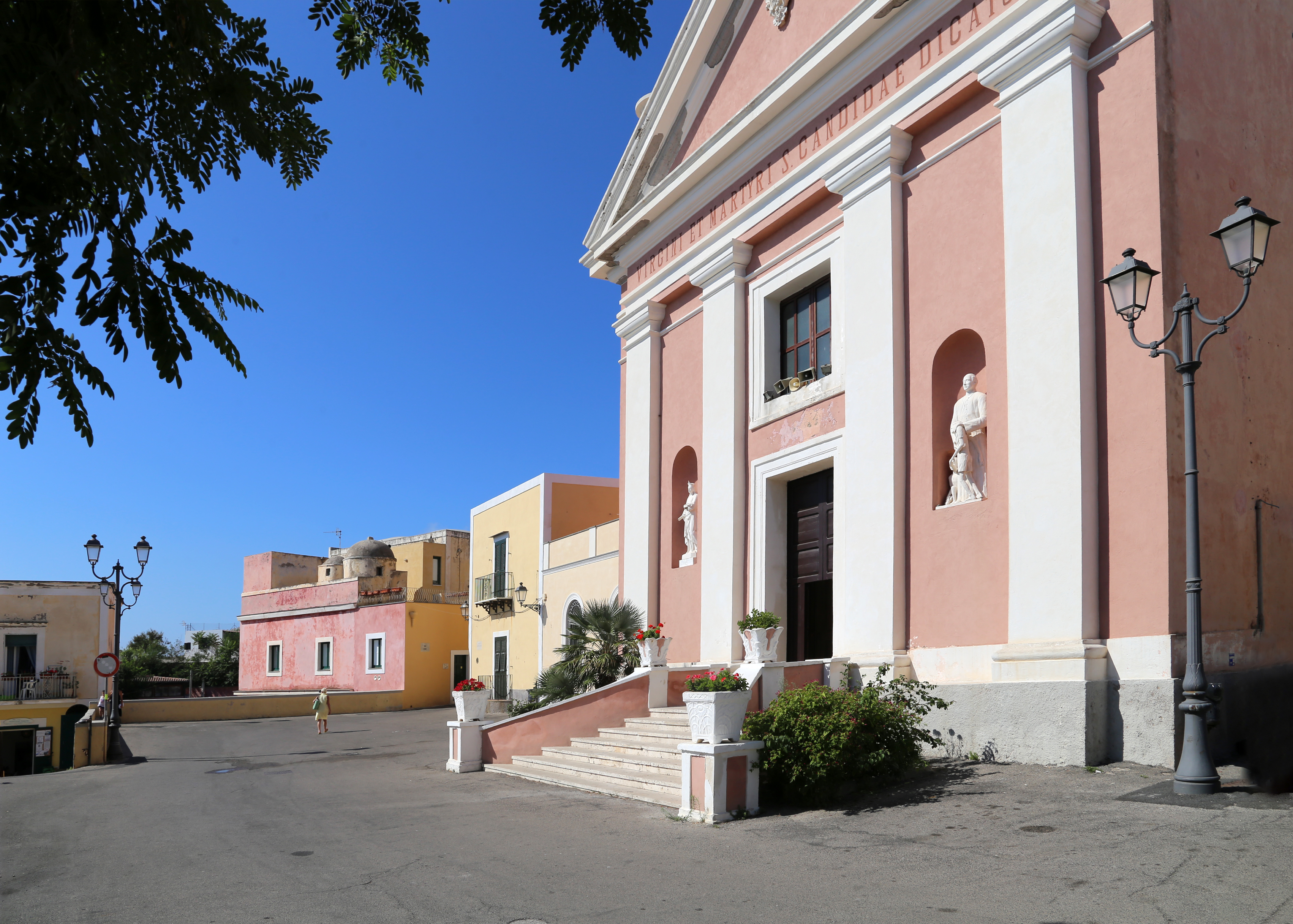
Santa Candida

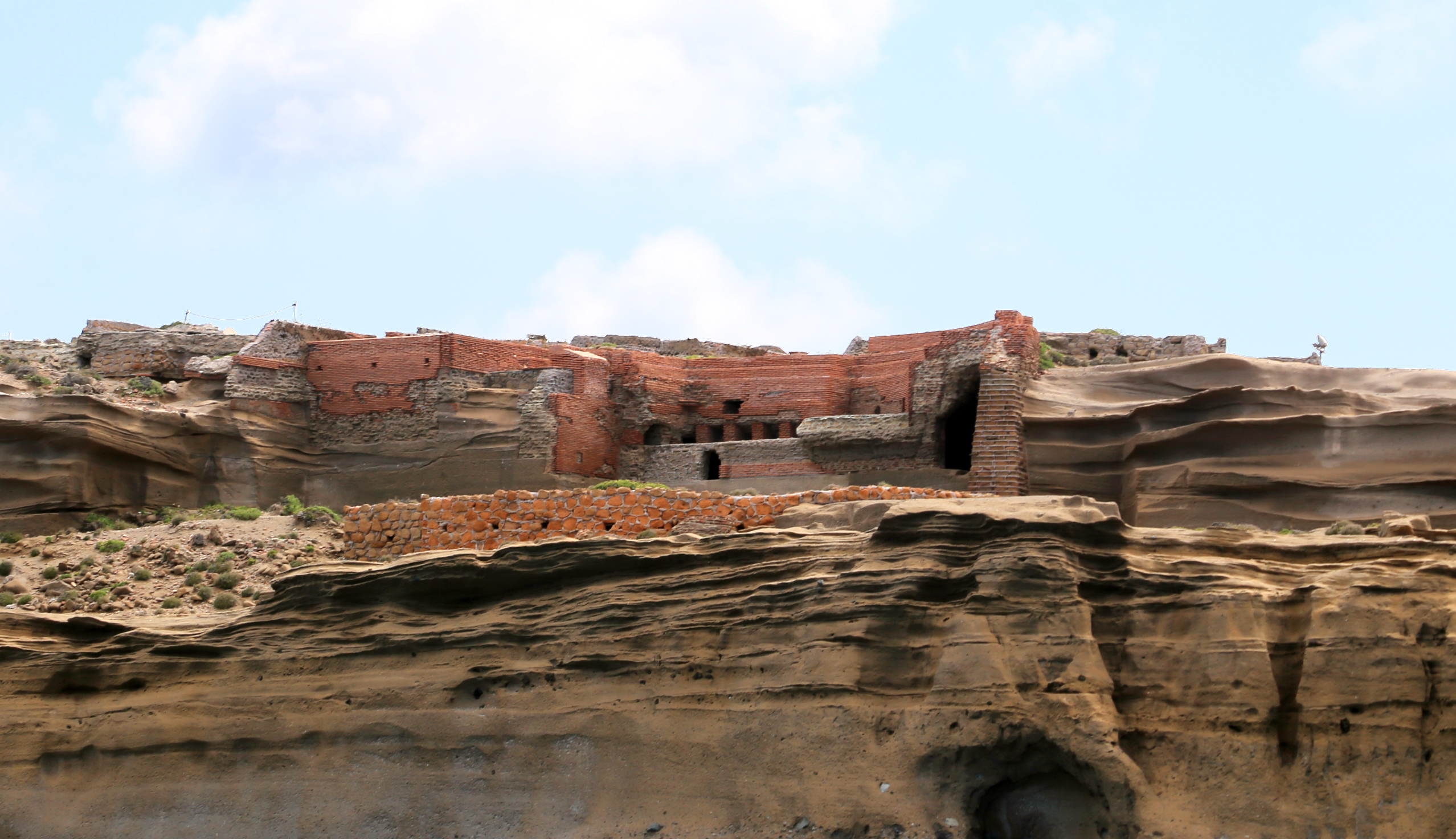
La villa romana

### Architetture religiose
Chiesa e convento di Santa Candida
La chiesa in stile neoclassico fu consacrata alla patrona dell'isola il 22 settembre 1774. Ospita una pittura raffigurante la santa patrona e attribuita a Sebastiano Conca e una serie di statue in legno. Accanto alla chiesa si trova il convento dei Cappuccini che ressero la parrocchia fino agli inizi del XIX secolo e oggi sede della canonica, dei locali parrocchiali e delle suore Adoratrici del Sangue di Cristo. Nel 1768, proveniente dalla diocesi di Ischia, che ne esercitava la giurisdizione, giunge a Ventotene il primo sacerdote, don Leonardo Castaldi, originario della frazione di Panza.

### Architetture civili
Porto romano
Il Porto romano di Ventotene, rimaneggiato in epoca borbonica, è interamente realizzato in tufo. Sotto la roccia che oggi ospita il paese furono scavate delle grotte-magazzino, oggi utilizzate come negozi, e scavando nel tufo fu realizzato anche il cosiddetto Pozzillo, una piccola caletta dove oggi sostano le barche dei pescatori. Lo scoglio del Faro, con la relativa spiaggia rocciosa, separa il Porto da Cala Nave.

### Architetture militari
Castello
Il castello sorge sulla piazza principale e aveva inizialmente funzione di caserma militare, concepita anche per resistere agli assalti dei pirati che nel Settecento ancora infestavano le coste italiane. Circondata da un fossato fu poi carcere e ampliata in epoca fascista. Oggi ospita gli uffici del Comune e il Museo Archeologico

### Altro
Il borgo borbonico
Il borgo borbonico fu realizzato alla fine del XVIII secolo per ospitare i coloni. Sorge sulla roccia tufacea che domina il porto romano ed è collegato a quest'ultimo tramite due vie scenografiche: la strada che sale al castello, di forma circolare e concentrica e la strada che sale alla chiesa, formata da una breve serie di rampe ben visibili anche dal mare. Il borgo sorge su tre livelli ciascuno caratterizzato da stretti vicoli, case a uno o due piani e rampe di scale che uniscono i tre livelli. Ha due piazze: piazza Castello e piazza De Gasperi, dove si affaccia la chiesa principale. Al centro di piazza Castello è situato il monumento ai caduti della prima guerra mondiale, eretto dall'ingegnere Luigi Jacono, realizzato con una colonna in marmo lunense ricavata dal peristilio di Villa Giulia.

### Siti archeologici
Villa Imperiale (o villa Giulia)
La Villa Imperiale sorge su Punta Eolo, estremità settentrionale di Ventotene. Gli scavi archeologici hanno permesso di rintracciare la residenza vera e propria, le zone riservate alla servitù, la cucina, il sistema di raccolta e distribuzione dell'acqua, piscine, ninfei fino alla discesa a mare realizzata scavando nella roccia.
Cisterne romane
Priva d'acqua, i Romani realizzarono un complesso sistema di raccolta dell'acqua piovana che veniva poi filtrata. Resti di alcune cisterne sono sopravvissuti nell'isola: la "cisterna dei carcerati" lungo la strada degli Ulivi, un serbatoio profondo 10 m e poi usato anche come luogo di reclusione. Un'altra cisterna si trova nella località oggi nota come "villa Stefania".
Peschiera
La peschiera consiste in una serie di vasche artificiali d'epoca romana scavate sotto la scogliera del Faro.
- Carcere di Santo Stefano

Eretto nel XVIII secolo sulla base delle teorie di Jeremy Bentham, fu costruito a forma di ferro da cavallo in maniera tale che i carcerati fossero e si sentissero sempre osservati dai loro carcerieri. Ha ospitato reclusi celebri: patrioti risorgimentali, perseguitati politici del fascismo e l'anarchico Gaetano Bresci che qui morì in circostanze mai chiarite nel 1902.

### Aree naturali
- Riserva naturale statale Isole di Ventotene e Santo Stefano
- Area naturale marina protetta Isole di Ventotene e Santo Stefano

## Società

### Evoluzione demografica
Abitanti censiti

### Etnie e minoranze straniere
Secondo i dati ISTAT al 31 dicembre 2015 i cittadini stranieri residenti erano 91 persone, pari al 12,31% della popolazione. Le nazionalità maggiormente rappresentate in base alla loro percentuale sul totale della popolazione residente erano:
- Romania 63 (8,56%)

### Lingue e dialetti
Oltre all'italiano, è parlato localmente un dialetto campano.

### Tradizioni e folclore
Festa patronale
Santa Candida, patrona dell'Isola di Ventotene, è festeggiata il 20 settembre, l'ultimo di 10 giorni di manifestazioni fra il sacro e il profano. Secondo la tradizione, Santa Candida fu uccisa dai Romani e il suo corpo gettato in mare venne ritrovato sulla costa di Ventotene.
Il "Comitato di Santa Candida" si occupa della raccolta dei fondi e dell'organizzazione degli eventi che si concludono con i tradizionali spettacoli in piazza, i giochi del 19 settembre e la gara di mongolfiere di carta, in cui varie "scuole" si confrontano sulle dimensioni (10 m altezza max), sulla forma, sulle decorazioni e sulla tecnica di lancio dei palloni, con uno spettacolo di fuochi d'artificio a mare. La Banda, nell'ultimo giorno di festeggiamenti, alle 7 del mattino fa il giro dell'isola, visitando i giardini in cui le signore hanno preparato abbondanti colazioni. Alle 17:30, poi, c'è la suggestiva processione della Barca di Santa Candida in cui si narra fu ritrovato il corpo della Santa sulle rive del Pozzillo.

## Cultura

### Istruzione

#### Musei
- Museo archeologico;[17]

- Museo della Migrazione ed Osservatorio Ornitologico;[18]

### Eventi
Ventotene Film Festival
Ogni anno nel mese di luglio si tiene sull'isola un festival cinematografico, il "Ventotene Film Festival". Nel 2021 si svolge la 26ª edizione.

## Economia
Voce importante dell'economia locale è il turismo, principalmente estivo. Viene praticata anche l'agricoltura, della quale un prodotto di pregio sono le lenticchie, dichiarate prodotto agroalimentare tradizionale.
Di seguito la tabella storica elaborata dall'Istat a tema Unità locali, intesa come numero di imprese attive, e addetti, intesi come numero degli addetti delle unità locali delle imprese attive (valori medi annui).
|           | 2015                  |                                  |                                |                |                           |                         | 2014                  |                | 2013                  |                |
| --------- | --------------------- | -------------------------------- | ------------------------------ | -------------- | ------------------------- | ----------------------- | --------------------- | -------------- | --------------------- | -------------- |
|           | Numero imprese attive | Quota provinciale imprese attive | Quota regionale imprese attive | Numero addetti | Quota provinciale addetti | Quota regionale addetti | Numero imprese attive | Numero addetti | Numero imprese attive | Numero addetti |
| Ventotene | 85                    | 0,22%                            | 0,02%                          | 201            | 0,16%                     | 0,01%                   | 86                    | 200            | 96                    | 214            |
| Latina    | 39 304                |                                  | 8,43%                          | 122 198        |                           | 7,75%                   | 39 446                | 120 897        | 39 915                | 123 310        |
| Lazio     | 455 591               |                                  |                                | 1 539 359      |                           |                         | 457 686               | 1 510 459      | 464 094               | 1 525 471      |

Nel 2015 le 85 imprese operanti nel territorio comunale, che rappresentavano lo 0,22% del totale provinciale (39 304 imprese attive), hanno occupato 201 addetti, lo 0,16% del dato provinciale (122 198 addetti); in media, ogni impresa nel 2015 ha occupato due persone (2,26).

## Infrastrutture e trasporti

### Porti

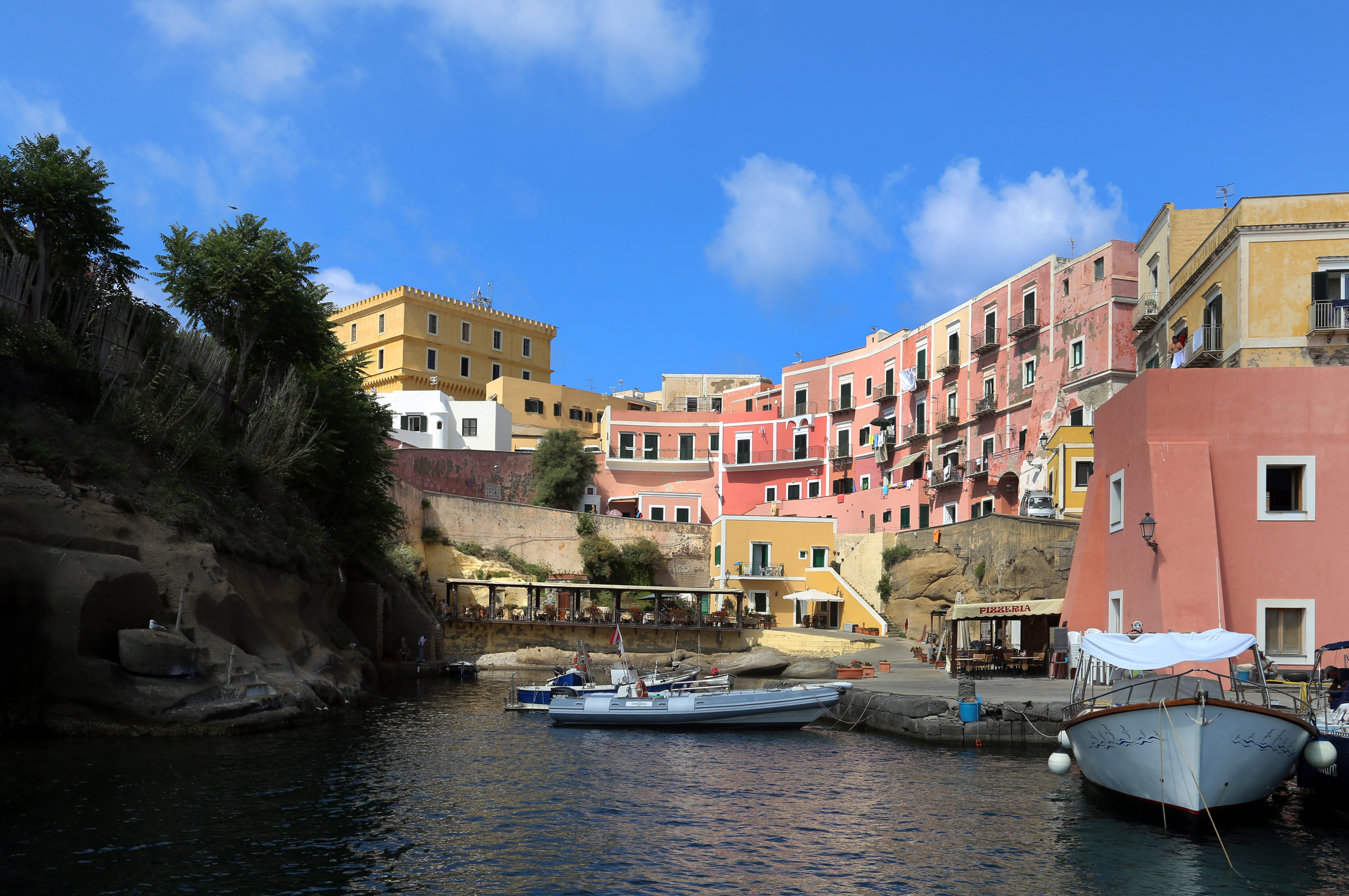
Porto romano

L'isola è dotata di due porti, uno di origine romana (dove si trova un vicino murenaio), successivamente ammodernato durante il periodo borbonico, e un altro moderno con un'ampia darsena situato nella zona detta "Cala Rossano".
Mentre il porto romano è dedicato prevalentemente a piccoli pescherecci e imbarcazioni private di dimensioni medio-piccole, il porto nuovo può ospitare imbarcazioni anche molto grandi ed è l'approdo dei traghetti, degli aliscafi e di altre imbarcazioni di trasporto commerciale e passeggeri dalla terraferma.

### Eliporti
Tra le peculiarità dell'isola, la recente realizzazione dell'eliporto che consente agli elicotteri di soccorso (118, protezione civile, forze dell'ordine) di intervenire, evitando alla popolazione i disagi dell'insularità e realizzando la continuità territoriale a fini di sicurezza e tutela della salute. Anche il turismo è avvantaggiato dalle potenzialità commerciali di questa infrastruttura, che ne amplia l'offerta in direzione di un'utenza più esigente distribuita non solo nel periodo estivo.

## Amministrazione
Nel 1934 passa dalla provincia di Napoli alla nuova provincia di Littoria, costituita dal governo fascista dell'epoca; torna a quella di Napoli l'anno dopo, passando definitivamente a quella di Littoria (poi Latina) nel 1937.
| Periodo          | Periodo          | Primo cittadino      | Partito                            | Carica      | Note          |
| ---------------- | ---------------- | -------------------- | ---------------------------------- | ----------- | ------------- |
| 21 giugno 1988   | 6 giugno 1993    | Beniamino Verde      | PSI                                | Sindaco     |               |
| 6 giugno 1993    | 26 luglio 1996   | Beniamino Verde      | lista civica                       | Sindaco     | [ 21 ]        |
| 26 luglio 1996   | 17 novembre 1996 | Domenico Talani      |                                    | Comm. pref. |               |
| 17 novembre 1996 | 15 luglio 1999   | Beniamino Verde      | lista civica                       | Sindaco     | [ 22 ] [ 23 ] |
| 16 luglio 1999   | 16 aprile 2000   | Marcello Boaretto    |                                    | Comm. pref. |               |
| 16 aprile 2000   | 8 gennaio 2005   | Vito Biondo          | lista civica                       | Sindaco     | [ 24 ]        |
| 11 gennaio 2005  | 3 aprile 2005    | Domenico Talani      |                                    | Comm. pref. |               |
| 3 aprile 2005    | 28 marzo 2010    | Giuseppe Assenso     | lista civica                       | Sindaco     |               |
| 28 marzo 2010    | 31 maggio 2015   | Giuseppe Assenso     | lista civica                       | Sindaco     |               |
| 31 maggio 2015   | 17 giugno 2016   | Giuseppe Assenso     | lista civica                       | Sindaco     | [ 25 ]        |
| 17 giugno 2016   | 12 giugno 2017   | Maria Laura Mammetti |                                    | Comm. pref. |               |
| 12 giugno 2017   | 2 febbraio 2022  | Gerardo Santomauro   | lista civica                       | Sindaco     | [ 26 ]        |
| 2 febbraio 2022  | 13 giugno 2022   | Monica Perna         |                                    | Comm. pref. |               |
| 13 giugno 2022   | in carica        | Carmine Caputo       | lista civica Insieme per Ventotene | Sindaco     |               |

### Gemellaggi
- Chivasso, dal 2014
- Golfo degli Aranci, dal 2022